# Lars Romell
Lars Romell (Kumla, 4 dicembre 1854 – Engelbrekt, 13 luglio 1927) è stato un micologo svedese.
Romell è considerato uno dei più importanti micologi dilettanti svedesi ed ha lasciato molti preziosi contributi, tra cui un erbario privato, che si trova al Museo Nazionale di Stoccolma insieme alle collezioni del micologo italiano Bresadola, che Romell acquistò quando Bresadola divenne finanziariamente insolvente .
Romell è considerato uno dei maggiori intenditori svedesi di macrofunghi (imenomiceti) dopo Elias Fries, ed è anche il più grande collezionista di tali funghi in Svezia.
Ha documentato particolarmente bene la flora fungina nell'area di Stoccolma, ma anche le sue collezioni in Lapponia sono state epocali con scoperte di specie fino ad allora sconosciute.

## Biografia
Frequentò la Scuola Missionaria a Västergötland, vicino ad Örebro, che terminò il 29 maggio 1876 conseguendo il titolo di maestro.  Entrò all'Università di Uppsala dove si diplomò come Bachelor of Arts nel mese di maggio 1885.  
Prima di laurearsi nel 1885, fu assistente maestro presso la scuola di formazione per insegnanti a Falun tra il 1878 e il 1882.
Dppo la laurea, nel 1886,  per prepararsi ulteriormente all'insegnamento, trascorse un anno presso il Collegio Hògre Reallaroverket e nel 1887 insegnò al Collegio Norra Latinlaroverket a Stoccolma.
Nel triennio 1887-1889 fu professore aggiunto all' Ostermalms Làroverk di Stoccolma. 
Sposò Maria Lovisa Laurentia Romell, inventrice e fondatrice, nel 1889, dell'Ufficio Brevetti Romell in Stoccolma, dove egli stesso iniziò a lavorare nel 1890.   Dalla loro unione nacque nel 1891 il figlio Lars-Gunnar. 
Nell'ufficio brevetti, tra i giovani ragazzi impiegati, ci fu lo scrittore Ivar Lo-Johansson, che lo descrisse in alcuni suoi libri 
Il suo interesse per i funghi nacque dai contatti che ebbe con P.G.E. Theorin [8] e si sviluppò durante i suoi studi quando incontrò Hampus von Post che aveva realizzato una vasta collezione di tavole di funghi a colori e a sua volta aveva avuto stretti contatti con Elias Fries. 
Fu nominato assistente al Museo di Storia naturale di Stoccolma con il compito di organizzare le sue collezioni di funghi, posizione che ricoprì part-time in aggiunta al suo lavoro presso l'ufficio brevetti, tra il 1915 e il 1920. Alla sua morte il suo erbario, che comprendeva 17.000 specimens raccolti in Svezia e circa 6.000 provenienti dall’estero, fu donato allo stesso Museo. 
Nel 1926 si iscrisse alla Société mycologique de France dietro presentazione di Patouillard e Maublanc.
Morì improvvisamente di insufficienza cardiaca la notte del tra il 12 e il 13 luglio 1927.  Nel 1927 gli fu conferita alla memoria la laurea honoris causa dall'Università di Uppsala.
Romell è stato vicedirettore della rivista internazionale Mycologia.

## Pubblicazioni
Romell è l'autore di "Svampar" (funghi) - Stoccolma 1917 -, inserito nella "Svensk Flora" di Krok e Almquist.

## Specie di funghi descritte
Alcune specie descritte per la prima volta da Romell:
- Russula farinipes Romell, in Britzelmayr, Botan. Centralbl. 54(4): 100 (1893) [8]
- Russula flava Romell, in Lönnegren, Nordisk Svampbok, edn 2: 27 (1895) [9]
- Russula graveolens Romell, in Britzelmayr, Hymenomyc. Südbayern 13: 17 (1885)[10]
- Russula postiana Romell, Ark. Bot. 11(no. 3): 5 (1911)[11]